# Isola della Rivoluzione d'Ottobre
L'isola della Rivoluzione d'Ottobre (in russo Остров Октябрьской Революции?, Ostrov Oktjabr'skoj Revoljucii) è l'isola centrale e la maggiore dell'arcipelago della Severnaja Zemlja, nel Mare Glaciale Artico. Amministrativamente, fa parte del kraj di Krasnojarsk, in Russia.

## Geografia
È la 56ª isola più grande del mondo, misurando 14.170 km²; ha una lunghezza di circa 170 km e una larghezza di 130 km. È bagnata dal mare di Kara a nord, ovest, sud e sud-est, e dal mare di Laptev a est e nord-est; a sud-est è separata dall'isola Bolscevica dallo stretto di Šokal'skij (пролив Шокальского, proliv Šokal'skogo) largo 20–38 km, mentre a nord e nord-ovest lo stretto dell'Armata Rossa (пролив Красной Армии, proliv Krasnoj Armii), largo 3–18 km, la divide dall'isola Komsomolec e da quella del Pioniere.
Le coste sono principalmente piatte (in alcuni punti raggiungono l'altezza di 20 m), irregolari, ricche di insenature e promontori; si sviluppano per circa 917,5 km.

Il golfo più esteso, con i suoi 25 km di lunghezza e 10,5 km di larghezza, è il fiordo di Matusevič (фьорд Матусевича, f'ord Matuseviča), che si apre lungo la costa settentrionale dell'isola. Altre insenature notevoli sono la baia Pjatnistaja (бухта Пятнистая, buchta Pjatnistaja) a nord, il fiordo di Marat (фьорд Марата, f'ord Marata) lungo la costa orientale, il golfo di Makarov (залив Макарова, zaliv Makarova) lungo quella meridionale, il golfo Uzkij (залив Узкий, zaliv Uzkij), il golfo Panfilovcev (залив Панфиловцев, zaliv Panfilovcev) e la baia Sovetskaja (бухта Советская, buchta Sovetskaja) a ovest.
Le maggiori penisole sono Gusinyj (полуостров Гусиный, poluostrov Gusinyj) a nord, Žiloj (п-ов Жилой) e della Comune di Parigi (п-ов Парижской Коммуны, poluostrov Parižskoj Kommuny) a ovest; su quest'ultima si trova anche la penisola della Marsigliese (п-ов Марсельезы, poluostrov Marsel'ezy).
Sette ghiacciai coprono l'isola, dal nord in senso orario: Rusanov, Karpinsky, Universitetskij, Vavilov e Albanov i più grandi, e Dežnëv e Maljutka i due più piccoli al centro. Sul Vavilov, dal 1974 al 1988 era presente una stazione meteorologica dedicata a Sergej Ivanovič Vavilov. Gli altri ghiacciai prendono il nome da Vladimir Rusanov, Valerian Al'banov, Alexander Karpinsky e Semën Ivanovič Dežnëv. Il punto più alto si trova sul ghiacciaio di Karpinsky e raggiunge i 963 m s.l.m., mentre il punto più alto libero dal ghiaccio si trova in un'area interna dello stesso ghiacciaio e raggiunge gli 847 m.s.l.m.
L'isola della Rivoluzione d'Ottobre è attraversata da più fiumi che partono dai ghiacciai: l'Ozërnaja, che con i suoi 64 km è anche il più lungo, sfocia a sud-ovest; la Podemnaja e la Bol'šaja (47 km), che sfociano nel nord-est tra il Vavilov e l'Albanov, la Bedovaja e la Obryvistaja, che sfociano a nord tra Albanov e Rusanov. Sono presenti anche alcuni laghi, il maggiore dei quali è il lago F'ordovoe (озеро Фьордовое, ozero F'ordovoe) che ha un'area di 57 km².

### Flora e fauna
Il territorio è quasi totalmente coperto dai ghiacci, tanto da poterlo chiamare deserto polare; il 5% libero è composto da zone rocciose e da vegetazione tipica della tundra (muschi e licheni).
Al contrario, la fauna è piuttosto varia: sono presenti infatti renne, orsi polari, volpi artiche e lemming, e trichechi nelle zone costiere; tra gli uccelli si possono osservare numerose colonie (soprattutto lungo le coste settentrionali e orientali) di Alcidi, gabbiani e zigoli delle nevi.

## Storia
Il nome si riferisce alla Rivoluzione d'ottobre scoppiata il 6 novembre 1917 nell'ambito della Rivoluzione russa ed è stato dato dagli esploratori Georgij Ušakov e Nikolaj Urvancev durante l'esplorazione nel biennio 1930-1932.
È stato proposto di ribattezzare l'isola in onore della zarina Aleksandra Fëdorovna, canonizzata dalla chiesa ortodossa nel 2000.

## Isole adiacenti
Le seguenti isole si trovano in prossimità della costa dell'isola della Rivoluzione d'Ottobre. A partire da nord, da capo Čulok, e procedendo verso est in senso orario, sono:
- Isola Kaštanki (остров Каштанки)
- Isola Časovoj (остров Часовой)
- Isola Novik (остров Новик)
- Isola di Vollosovič (Остров Воллосовича)
- Isola Trudnyj (остров Трудный)
- Isola Pregraždajuščij (остров Преграждающий)
- Isola Bližnij (остров Ближний)
- Isola Srednij (остров Средний)
- Isola Kosistyj (остров Косистый)
- Isola Nizkij (остров Низкий)
- Isola Najdënyš (остров Найдёныш)
- Isole Matrosskie (острова Матросские)
- Isola Suchoj (остров Сухой)
- Isola Malyš (остров Малыш)
- Isola Pirožok (остров Пирожок)
- Isola di Arngol'd (остров Арнгольда)
- Isole Koški (oстрова Кошки)
- Isola Storoževoj (остров Сторожевой)
- Isole Burunnye (островa Бурунные)
- Isola Chlebnyj (остров Хлебный)
- Isola Chitryj (остров Хитрый)
- Isola Korga (остров Корга)
- Isole Krasnoflotskie (oстрова Краснофлотские)
- Isola Nezametnyj (остров Незаметный)
- Isola di Sverdlov (остров Свердлова)
- Isola Bazar (остров Базар)
- Isole Olen'i (острова Оленьи)
- Isola Obmannyj (остров Обманный)
- Isola Bazovyj (остров Базовый)
- Isola Zabor (остров Забор)
- Isola Blizkij (остров Близкий)
- Isola Pustoj (остров Пустой)
- Isole di Kolosov (oстрова Колосова)
- Arcipelago di Sedov (Архипелаг Седова)
- Isola Kommunar (остров Коммунар)
- Isola Poterjannyj (остров Потерянный)
- Isole Izvestnjakovye (островa Известняковые)
- Isola Otkrytyj (остров Открытый)
- Isola Čërnyj (остров Чёрный)
- Isola Vysokij (остров Высокий)
- Isole Raznye (острова Разные)